# Partido de la Convención Nacional
El Partido de la Convención Nacional (en inglés: National Convention Party) o NCP fue un partido político de Ghana de tendencia nkrumahista que existió entre 1992 y 1996. En este período, formó una alianza con Jerry Rawlings, del Congreso Nacional Democrático, y el partido Cada Ghanés Viviendo en Cualquier Lugar (EGLE) de Owuraku Amofa, conocida como Alianza Progresista. El líder del partido, Kow Nkensen Arkaah, fue de este modo nominado compañero de fórmula de Rawlings en las elecciones presidenciales de 1992 y, tras su victoria, Vicepresidente de la República.
Beneficiándose del boicot del Nuevo Partido Patriótico (NPP) y de la Convención Nacional del Pueblo (PNC) a las elecciones parlamentarias, por considerar que las presidenciales habían sido fraudulentas, el NCP obtuvo ocho de los 200 escaños en el Parlamento, convirtiéndose en el segundo partido con más escaños.
El partido abandonó la Alianza Progresista en enero de 1996, aunque Arkaah siguió siendo vicepresidente. Posteriormente, el NCP se unió a la Gran Alianza, grupo opositor liderado por John Kufuor, del NPP. Sin embargo, el Congreso Nacional Democrático, todavía aliado con EGLE, obtuvo la victoria nuevamente. Posteriormente, el partido se disolvió para refundar el Partido de la Convención Popular y unificar a las fuerzas nkrumahistas, por lo que el NCP dejó de existir como un partido independiente.

## Resultados legislativos
|  | 19.24 % |

|  | 0.70 % |